# Botaurus
Botaurus este un gen de păsări limicole din familia stârcilor Ardeidae. Genul include specii care au fost anterior plasate în genul Ixobrychus.

## Taxonomie
Genul Botaurus a fost introdus în 1819 de naturalistul englez James Francis Stephens⁠(d). Stephens nu a specificat specia tip, dar aceasta a fost desemnată ca Ardea stellaris de Linnaeus. Numele Botaurus provine din latina medievală iar cuvântul combină latinescul bos care înseamnă „bou” și taurus care înseamnă „taur”. În descrierea buhaiului de baltă, Stephens a scris: „În această perioadă, masculul face un zgomot unic, care este comparat cu sunetul puternic și profund al unui taur, și acest lucru continuă timp de aproximativ două luni: ...”.
Anterior, genul conținea mai puține specii. Studiile de genetică moleculară au constatat că genul Ixobrychus este parafilic în raport cu Botaurus. Pentru a rezolva problema non-monofiliei⁠(d), genul Ixobrychus a fuzionat în Botaurus, care are prioritate.
Sunt păsări mari, groase, maronii, puternic vărgate, care se reproduc în stufărișuri mari. În mod aproape unic pentru păsările prădătoare, femela crește puii singură. Sunt secretoase și bine camuflate și, în ciuda mărimii lor, pot fi greu de observat, cu excepția zborurilor ocazionale. Se hrănesc cu pești, broaște și alte animale acvatice⁠(d) similare.

## Specii
Genul conține 14 specii, printre care se numără Botaurus novaezelandiae (buhaiul de baltă din Noua Zeelandă), care a dispărut.
- Botaurus stellaris – buhai de baltă
- Botaurus poiciloptilus
- Botaurus lentiginosus – buhai de baltă american
- Botaurus pinnatus
- Botaurus involucris
- Botaurus exilis – stârc pitic american
- Botaurus flavicollis
- Botaurus cinnamomeus
- Botaurus eurhythmus – stârc pitic roșcat
- Botaurus sturmii – buhai de baltă pitic
- Botaurus minutus – stârc pitic
- Botaurus sinensis
- Botaurus dubius